# ألين جي. ثورمان
ألين جي. ثورمان هو محامي وقاضي وسياسي أمريكي، ولد في 13 نوفمبر 1813 في لينشبرغ في الولايات المتحدة، وتوفي في 12 ديسمبر 1895 في كولومبوس في الولايات المتحدة. نشط حزبياً في الحزب الديمقراطي.

## مناصب
- انتخب عضو مجلس الشيوخ الأمريكي [الإنجليزية]‏ عن دائرة Ohio Class 1 senate seat ‏ وقد انضم خلال فترته النيابية [الإنجليزية]‏ (4 مارس 1879 – 4 مارس 1881) للكتلة البرلمانية الحزب الديمقراطي.
- انتخب عضو مجلس الشيوخ الأمريكي [الإنجليزية]‏ عن دائرة Ohio Class 1 senate seat ‏ وقد انضم خلال فترته النيابية [الإنجليزية]‏ (4 مارس 1877 – 4 مارس 1879) للكتلة البرلمانية الحزب الديمقراطي.
- انتخب عضو مجلس الشيوخ الأمريكي [الإنجليزية]‏ عن دائرة Ohio Class 1 senate seat ‏ وقد انضم خلال فترته النيابية [الإنجليزية]‏ (4 مارس 1875 – 4 مارس 1877) للكتلة البرلمانية الحزب الديمقراطي.
- انتخب عضو مجلس الشيوخ الأمريكي [الإنجليزية]‏ عن دائرة Ohio Class 1 senate seat ‏ وقد انضم خلال فترته النيابية [الإنجليزية]‏ (4 مارس 1873 – 4 مارس 1875) للكتلة البرلمانية الحزب الديمقراطي.
- انتخب عضو مجلس الشيوخ الأمريكي [الإنجليزية]‏ عن دائرة Ohio Class 1 senate seat ‏ وقد انضم خلال فترته النيابية [الإنجليزية]‏ (4 مارس 1871 – 4 مارس 1873) للكتلة البرلمانية الحزب الديمقراطي.
- انتخب عضو مجلس الشيوخ الأمريكي [الإنجليزية]‏ عن دائرة Ohio Class 1 senate seat ‏ وقد انضم خلال فترته النيابية [الإنجليزية]‏ (4 مارس 1869 – 4 مارس 1871) للكتلة البرلمانية الحزب الديمقراطي.
- انتخب Supreme Court of Ohio [الإنجليزية]‏ ( فبراير 1852 –  مارس 1856).
- انتخب Chief Justice of the Ohio Supreme Court [الإنجليزية]‏.
- انتخب الرئيس المؤقت لمجلس الشيوخ الأمريكي (15 أبريل 1879 – 5 ديسمبر 1880).
- انتخب عضو مجلس النواب الأمريكي عن دائرة الدائرة الكونغرسية الثامنة لأوهايو [الإنجليزية]‏ (4 مارس 1845 – 3 مارس 1847).
- انتخب عضو مجلس الشيوخ الأمريكي [الإنجليزية]‏ عن دائرة أوهايو (4 مارس 1869 – 3 مارس 1881).

## وصلات خارجية
- ألين جي. ثورمان على موقع الموسوعة البريطانية (الإنجليزية)
- ألين جي. ثورمان على موقع إن إن دي بي (الإنجليزية)